# آلبی، اونیه
آلبی، اونیه (به سوئدی: Alby, Ånge) یک سکونتگاه مسکونی در سوئد است که در بخش اونیه واقع شده‌است.

## خصوصیات
البی ۱٫۲۴ کیلومترمربع مساحت و ۳۶۷ نفر جمعیت دارد.